# Fulltorpstjärnen
Fulltorpstjärnen är en sjö i Karlskoga kommun i Värmland och ingår i Göta älvs huvudavrinningsområde. Sjön är 8 meter djup, har en yta på 0,004 kvadratkilometer och är belägen 262 meter över havet.